# Fayence
Pour l’article ayant un titre homophone, voir Faïence.
Fayence est une commune française située dans le département du Var, en région Provence-Alpes-Côte d'Azur. Ses habitants sont appelés les Fayençois.

## Géographie

### Localisation
Ancien chef-lieu de canton, elle fait partie des neuf villages perchés de la communauté de communes du Pays de Fayence, dont elle est membre.

### Voies de communications et transports

#### Voies routières
La ville de Fayence est accessible par les quatre points cardinaux. Cette commune est située entre le Var et les Alpes-Maritimes. À partir de Cannes, elle est accessible par l'autoroute A8 (péage 1,50 €, prendre sortie Fayence) pour un temps de trajet d’environ 35 minutes. On y accède au nord par la route de Mons, laquelle rejoint la route Napoléon, au sud par la route de Fréjus, à l'ouest par la route de Draguignan et à l'est par la route de Grasse.

#### Transports en commun

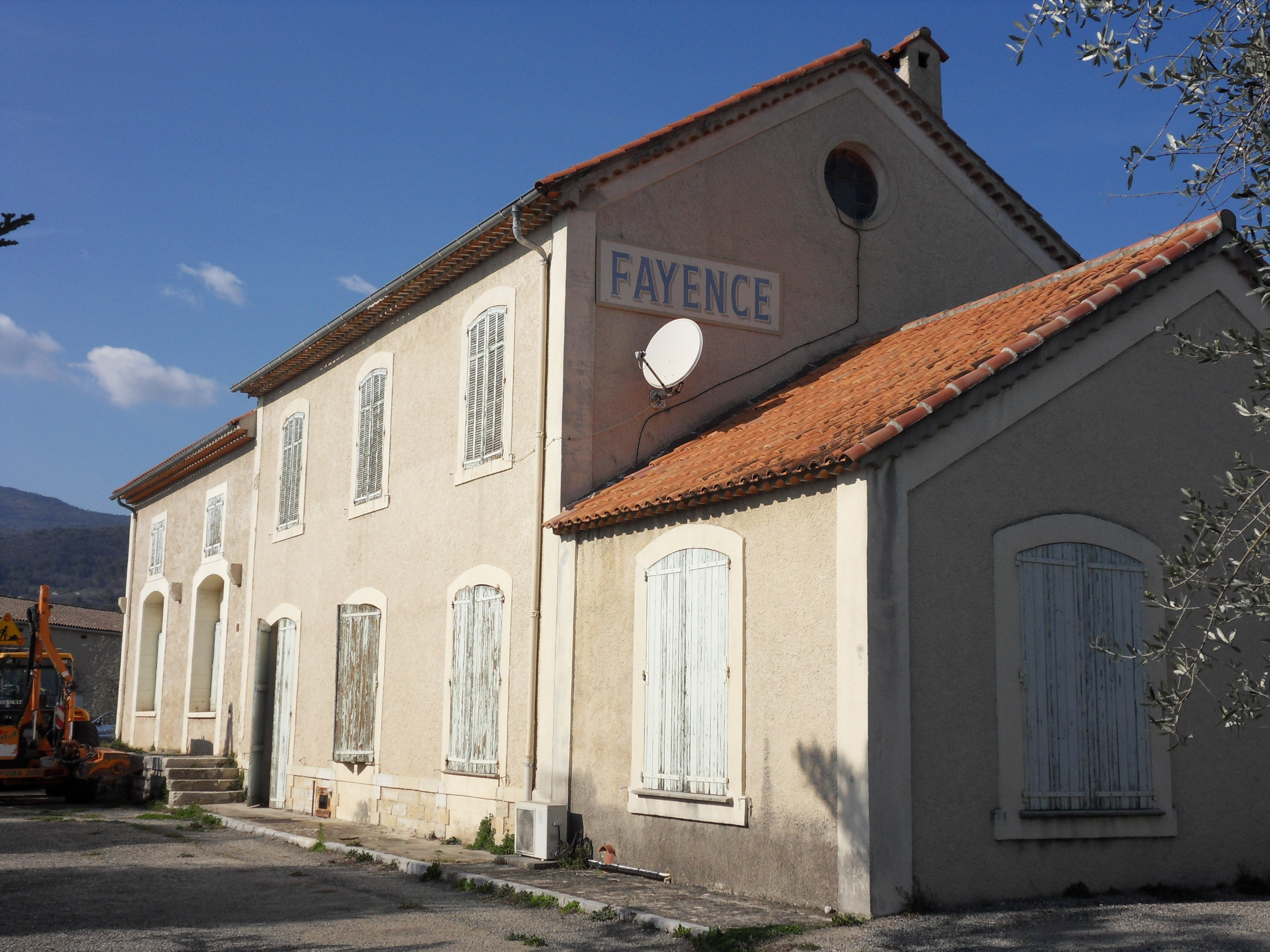
Ancienne gare.

- Transport en Provence-Alpes-Côte d'Azur

La commune est desservie par le réseau de bus Varlib pour se rendre dans les villes environnantes telles que Cannes, Grasse, Saint-Raphaël, Draguignan et Le Muy, ainsi que des navettes régulières qui permettent d'accéder au point culminant du village.

### Géologie et relief
Le village est situé à 350 m d'altitude et dans la plaine.

### Hydrographie et les eaux souterraines
Cours d'eau sur la commune ou à son aval : 
- Le Riou Blanc, long de 17,8 km, affluent du Biançon et sous-affluent de la Siagne ;
- Le Riou de Méaulx ;
- Rivière la Camandre, sous-affluent de la Siagne ;
- Rivière l'Endre, affluent de l'Argens ;
- Vallons de Merderic, du Riounier, de la Gourre, de la Colle ;
- Ravins des Mauresques, de Pastourel, de Propagel ;
- Ruisseaux le Gabre, le Chautard, la Souate.

Lac :
- Lac de retenue de Meaulx, partagé avec les communes de Seillans et Saint-Paul-en-Forêt. Créé en 1981 et vidangé en 2006, sa remise en eau a été décidée en 2016.

### Climat
Pour des articles plus généraux, voir Climat de Provence-Alpes-Côte d'Azur et Climat du Var.
En 2010, le climat de la commune est de type climat méditerranéen franc, selon une étude du Centre national de la recherche scientifique s'appuyant sur une série de données couvrant la période 1971-2000. En 2020, Météo-France publie une typologie des climats de la France métropolitaine dans laquelle la commune est exposée à un climat méditerranéen et est dans la région climatique  Var, Alpes-Maritimes, caractérisée par une pluviométrie abondante en automne et en hiver (250 à 300 mm en automne), un très bon ensoleillement en été (fraction d’insolation > 75 %), un hiver doux (8 °C) et peu de brouillards.
Pour la période 1971-2000, la température annuelle moyenne est de 13,9 °C, avec une amplitude thermique annuelle de 16,3 °C. Le cumul annuel moyen de précipitations est de 965 mm, avec 6,3 jours de précipitations en janvier et 2,7 jours en juillet. Pour la période 1991-2020, la température moyenne annuelle observée sur la station météorologique de Météo-France la plus proche, « Seillans », sur la commune de Seillans à 5 km à vol d'oiseau, est de 14,8 °C et le cumul annuel moyen de précipitations est de 914,4 mm. 
La température maximale relevée sur cette station est de 39,5 °C, atteinte le 7 août 2003 ; la température minimale est de −8,6 °C, atteinte le 20 décembre 2009,,.
| Mois                                  | jan.          | fév.          | mars          | avril         | mai           | juin          | jui.          | août          | sep.          | oct.            | nov.        | déc.          | année     |
| ------------------------------------- | ------------- | ------------- | ------------- | ------------- | ------------- | ------------- | ------------- | ------------- | ------------- | --------------- | ----------- | ------------- | --------- |
| Température minimale moyenne (°C)     | 1,9           | 1,8           | 4,2           | 7             | 10,4          | 14,1          | 16,1          | 16,3          | 13,1          | 10,1            | 5,8         | 2,7           | 8,6       |
| Température moyenne (°C)              | 7             | 7,5           | 10,3          | 13,1          | 16,9          | 21,1          | 23,7          | 23,8          | 19,8          | 15,7            | 10,8        | 7,7           | 14,8      |
| Température maximale moyenne (°C)     | 12,2          | 13,3          | 16,3          | 19,3          | 23,4          | 28,2          | 31,2          | 31,3          | 26,6          | 21,3            | 15,7        | 12,6          | 21        |
| Record de froid (°C) date du record   | −7,5 26.01.05 | −8,4 07.02.12 | −6,3 02.03.05 | −2,4 08.04.21 | 2,6 07.05.10  | 5 03.06.06    | 7,4 13.07.00  | 9,2 12.08.17  | 3,7 27.09.20  | −2,6 30.10.1997 | −5 27.11.10 | −8,6 20.12.09 | −8,6 2009 |
| Record de chaleur (°C) date du record | 23,6 10.01.15 | 27 03.02.20   | 26 22.03.02   | 29,2 07.04.11 | 34,4 27.05.22 | 38,9 28.06.19 | 38,4 19.07.23 | 39,5 07.08.03 | 33,8 05.09.16 | 32 08.10.23     | 26 14.11.23 | 22,4 23.12.23 | 39,5 2003 |
| Précipitations (mm)                   | 69,2          | 57,1          | 62,6          | 82,8          | 73,3          | 54,6          | 17,6          | 33            | 70            | 126,8           | 165,4       | 102           | 914,4     |

| Diagramme climatique                                  |             |             |           |              |              |              |            |            |               |              |            |
| J                                                     | F           | M           | A         | M            | J            | J            | A          | S          | O             | N            | D          |
| 12,21,969,2                                           | 13,31,857,1 | 16,34,262,6 | 19,3782,8 | 23,410,473,3 | 28,214,154,6 | 31,216,117,6 | 31,316,333 | 26,613,170 | 21,310,1126,8 | 15,75,8165,4 | 12,62,7102 |
| Moyennes : • Temp. maxi et mini °C • Précipitation mm |             |             |           |              |              |              |            |            |               |              |            |

Les paramètres climatiques de la commune ont été estimés pour le milieu du siècle (2041-2070) selon différents scénarios d'émission de gaz à effet de serre à partir des nouvelles projections climatiques de référence DRIAS-2020. Ils sont consultables sur un site dédié publié par Météo-France en novembre 2022.

### Sismicité
Il existe trois zones de sismicités dans le Var : 
- Zone 0 : Risque négligeable. C'est le cas de bon nombre de communes du littoral varois, ainsi que d'une partie des communes du centre Var. Malgré tout, ces communes ne sont pas à l'abri d'un effet tsunami, lié à un séisme en mer.
- Zone Ia : Risque très faible. Concerne essentiellement les communes comprises dans une bande allant de la montagne Sainte-Victoire, au massif de l'Esterel.
- Zone Ib : Risque faible. Ce risque le plus élevé du département (qui n'est pas le plus haut de l'évaluation nationale), concerne 21 communes du nord du département.

La commune de Fayence est en zone sismique de très faible risque « Ia ».

## Urbanisme

### Typologie
Au 1er janvier 2024, Fayence est catégorisée petite ville, selon la nouvelle grille communale de densité à sept niveaux définie par l'Insee en 2022.
Elle appartient à l'unité urbaine de Fayence, une agglomération intra-départementale regroupant trois  communes, dont elle est ville-centre,,. Par ailleurs la commune fait partie de l'aire d'attraction de Fayence, dont elle est la commune-centre,. Cette aire, qui compte une commune, est catégorisée dans les aires de moins de 50 000 habitants,.

### Occupation des sols
L'occupation des sols de la commune, telle qu'elle ressort de la base de données européenne d’occupation biophysique des sols Corine Land Cover (CLC), est marquée par l'importance des forêts et milieux semi-naturels (47 % en 2018), en diminution par rapport à 1990 (52,9 %). La répartition détaillée en 2018 est la suivante : 
forêts (47 %), zones urbanisées (18,9 %), zones agricoles hétérogènes (17,4 %), prairies (6,8 %), cultures permanentes (5,3 %), terres arables (3,4 %), espaces verts artificialisés, non agricoles (1,2 %). L'évolution de l’occupation des sols de la commune et de ses infrastructures peut être observée sur les différentes représentations cartographiques du territoire : la carte de Cassini (XVIIIe siècle), la carte d'état-major (1820-1866) et les cartes ou photos aériennes de l'IGN pour la période actuelle (1950 à aujourd'hui).

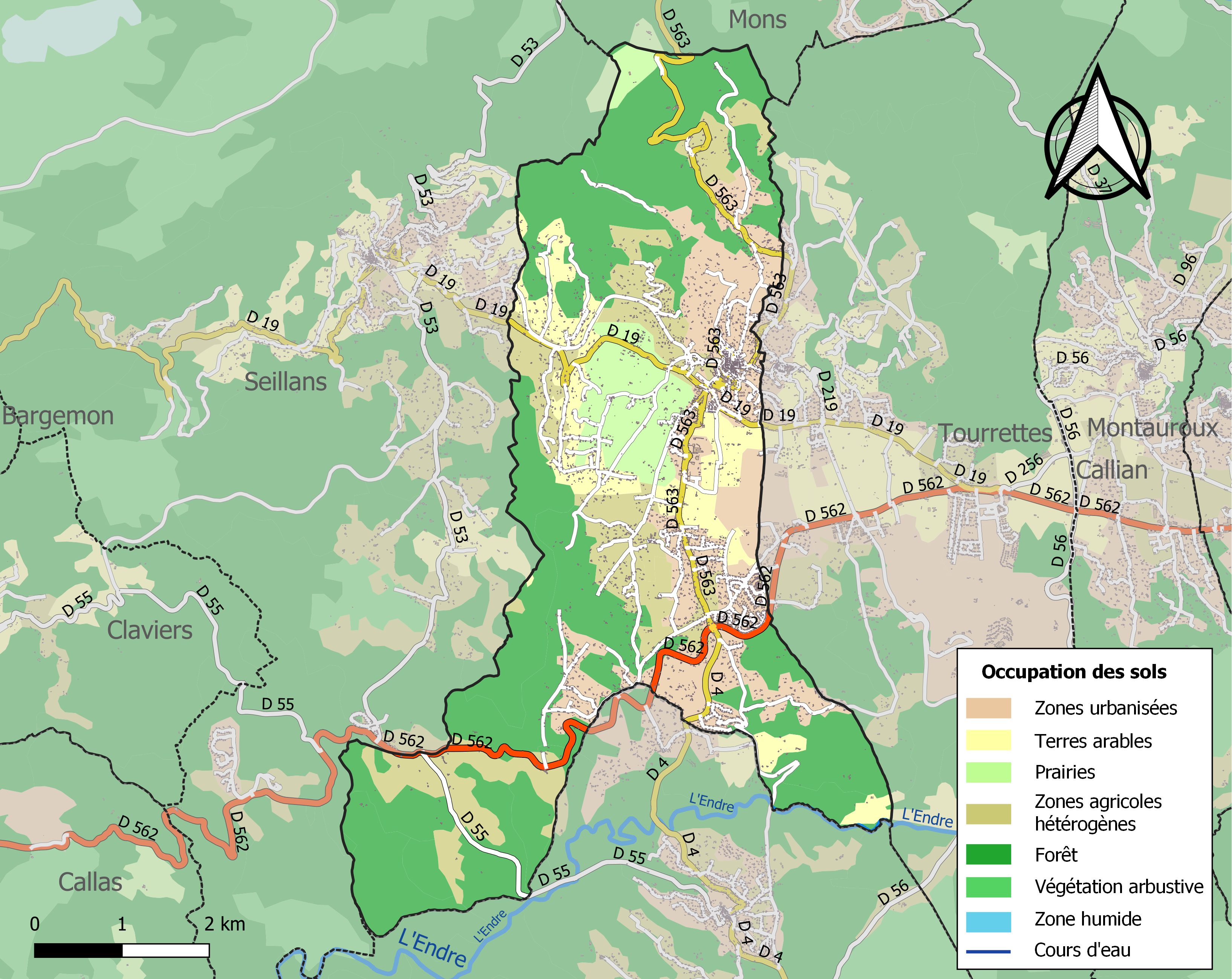
Carte des infrastructures et de l'occupation des sols de la commune en 2018 (CLC).

## Toponymie
Attestée sous la forme Fagentia en 909.
Ce nom est basé sur fagus, mot latin pour indiquer le « hêtre », et qui donne en occitan faja ou fau. Le suffixe -entia indique une présence ; l'origine du nom de Fayence est donc une hêtraie.
Une seconde explication du nom est possible : les Romains, installés au niveau de La Chapelle Notre-Dame-des-Cyprès, ont nommé ce lieu « Faventia Loca », littéralement « Lieu agréable », dénomination de laquelle découlerait le nom « Fayence ».

## Histoire
Particulièrement appréciée par les Romains où ils créent la cité de Favienta Loca (« lieu agréable »), Fayence est évangélisée dès l'an 250, et à partir de 794 dépend de l'évêché de Fréjus, devenant d'ailleurs un lieu de villégiature et de repos pour ses évêques, dont existent encore les anciennes résidences dans la vieille ville.
En 909, Fagentia est cité dans l'acte de mariage des parents de saint Mayeul, abbé de Cluny. Les biens de Mayeul deviennent biens de l'église lors de son entrée à Cluny.
Grâce à une fabrique de faïence, la ville se repeuple notamment par des habitants de Callian après la destruction du village par Raimond de Turenne en 1391.
Considérée comme une ville royale jusqu'à la Révolution française, elle reçoit le 18 octobre 1590 mission de « raser, démolir et abattre » le château de Tourrettes qui servait de refuge aux carcistes.
Les évêques de Fréjus possédaient à Fayence un château que monseigneur de Fleury - futur cardinal et ministre des Finances - fait détruire en 1710, le jugeant « inutile et dispendieux ».
À partir de 1782, les droits de seigneurie sont rachetés à l'évêque de Fréjus. Fayence devient commune libre et son seul seigneur est donc le roi.
S'ensuivent les péripéties de la Révolution française, auxquelles la commune de Fayence participe très activement et parfois de sanglante façon. De nombreux témoignages de ce passé tumultueux, remontant avant l'ère chrétienne, sont encore visibles.

### Liste des maires

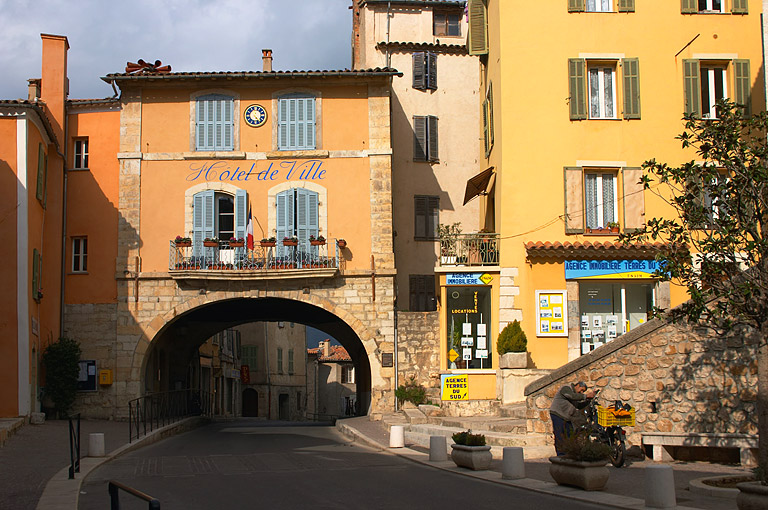
Mairie de Fayence.

## Politique et administration

### Évêques
| - 1823 : Charles de Richery - 1829 : Lousi Michel - 1845 : Louis Wicart - 1856 : Charles Jordany - 1886 : Frédéric Oury | - 1892: Eudoxe Mignot - 1900 : Aloys Arnaud - 1906 : Félix Guilibert - 1926 : Augustin Siméone - 1941 : Auguste Gaudel | - 1960 : Henri Mazerat - 1962 : Gilles Barthe - 1983 : Joseph Madec - 2000 : Dominique Rey |

## Population et société

### Démographie

#### Évolution démographique
L'évolution du nombre d'habitants est connue à travers les recensements de la population effectués dans la commune depuis 1793. Pour les communes de moins de 10 000 habitants, une enquête de recensement portant sur toute la population est réalisée tous les cinq ans, les populations de référence des années intermédiaires étant quant à elles estimées par interpolation ou extrapolation. Pour la commune, le premier recensement exhaustif entrant dans le cadre du nouveau dispositif a été réalisé en 2007.

En 2022, la commune comptait 6 024 habitants, en évolution de +5,11 % par rapport à 2016 (Var : +4,98 %, France hors Mayotte : +2,11 %).
| 1793  | 1800  | 1806  | 1821  | 1831  | 1836  | 1841  | 1846  | 1851  |
| ----- | ----- | ----- | ----- | ----- | ----- | ----- | ----- | ----- |
| 2 652 | 2 712 | 2 751 | 2 792 | 2 554 | 2 260 | 2 263 | 2 365 | 2 257 |

| 1856  | 1861  | 1866  | 1872  | 1876  | 1881  | 1886  | 1891  | 1896  |
| ----- | ----- | ----- | ----- | ----- | ----- | ----- | ----- | ----- |
| 2 205 | 2 176 | 2 191 | 1 919 | 1 810 | 1 754 | 1 764 | 1 702 | 1 526 |

| 1901  | 1906  | 1911  | 1921  | 1926  | 1931  | 1936  | 1946  | 1954  |
| ----- | ----- | ----- | ----- | ----- | ----- | ----- | ----- | ----- |
| 1 421 | 1 422 | 1 402 | 1 119 | 1 240 | 1 215 | 1 262 | 1 356 | 1 235 |

| 1962  | 1968  | 1975  | 1982  | 1990  | 1999  | 2006  | 2007  | 2012  |
| ----- | ----- | ----- | ----- | ----- | ----- | ----- | ----- | ----- |
| 1 435 | 1 768 | 2 146 | 2 652 | 3 502 | 4 253 | 4 790 | 4 867 | 5 460 |

| 2017  | 2022  | - | - | - | - | - | - | - |
| ----- | ----- | - | - | - | - | - | - | - |
| 5 792 | 6 024 | - | - | - | - | - | - | - |

### Enseignement
Fayence dispose de deux écoles maternelles (école du Château et école de La Colombe) et d'une école primaire (école la Ferrage). Les élèves fayençois se dirigent vers le collège Marie Mauron. Les collégiens se dirigent, eux, vers le lycée de secteur du Muy, le Val d'Argens. Le projet de construction d'un lycée dans la région n'a pas abouti.

### Cultes
Plusieurs églises montrent la tradition catholique du village. L'église Saint-Jean-Baptiste est l'église paroissiale. Elle fait partie des Paroisses du Pays de Fayence, dans le diocèse de Fréjus-Toulon. L'ensemble est confiée à la communauté Saint-Martin depuis 1988. Dans la plaine de Fayence se trouve la chapelle Notre-Dame-des-Cyprès du 15e siècle, en haut du village la chapelle Saint-Roch.

### Manifestations culturelles et festivités
De nombreuses manifestations et expositions ont lieu tout au long de l'année :
- La Fête du pain se déroule le 1er dimanche de juillet (les années impaires). Tous les villageois, costumés comme il y a cent ans, anciens métiers, jouets anciens, scènes traditionnelles et folklore provençal, ainsi que des animations de rues dans tout le village.
- Le festival de Quatuors à cordes[30] se déroule la dernière semaine d'octobre, durant laquelle des quatuors à cordes de renommée internationale se retrouvent pendant une semaine pour des concerts dans le cadre des églises du pays de Fayence.
- La fête patronale Notre-Dame du 8 septembre avec procession depuis l'église Saint-Jean-Baptiste à la chapelle Notre-Dame-des-Cyprès et son traditionnel aïoli.

Depuis 2005, Fayence possède un espace culturel composé d'une salle de spectacle, d'une salle des fêtes et d'un théâtre de verdure.
Des manifestations régulières sont organisées chaque année :
- premier dimanche de mai : la fête des plantes Ecoflore depuis 1996 ;
- octobre : la Nuit du tourisme : soirée Cabaret dîner-spectacle ;
- deuxième week-end d'octobre : Salon du mariage ;
- premier week-end de novembre : Salon Bien Être et Environnement ;
- deuxième week-end de décembre : marché de Noël.

Chaque année en juillet et août : Jeudis champêtres avec bal musette et marché nocturne place de l'Église.
- Depuis mars 2012 l'association David Historic Rally Team organise chaque 3e dimanche du mois un grand rassemblement de voitures anciennes.

Le rendez-vous est situé sur les parkings de La Brèche et St Pierre.
Ils accueillent chaque mois environ 150 modèles. En parallèle au mois de février a lieu le rendez-vous des amateurs de la marque Alpine, a cette occasion environ 500 autos sont comptabilisés sur la journée.

### Sports

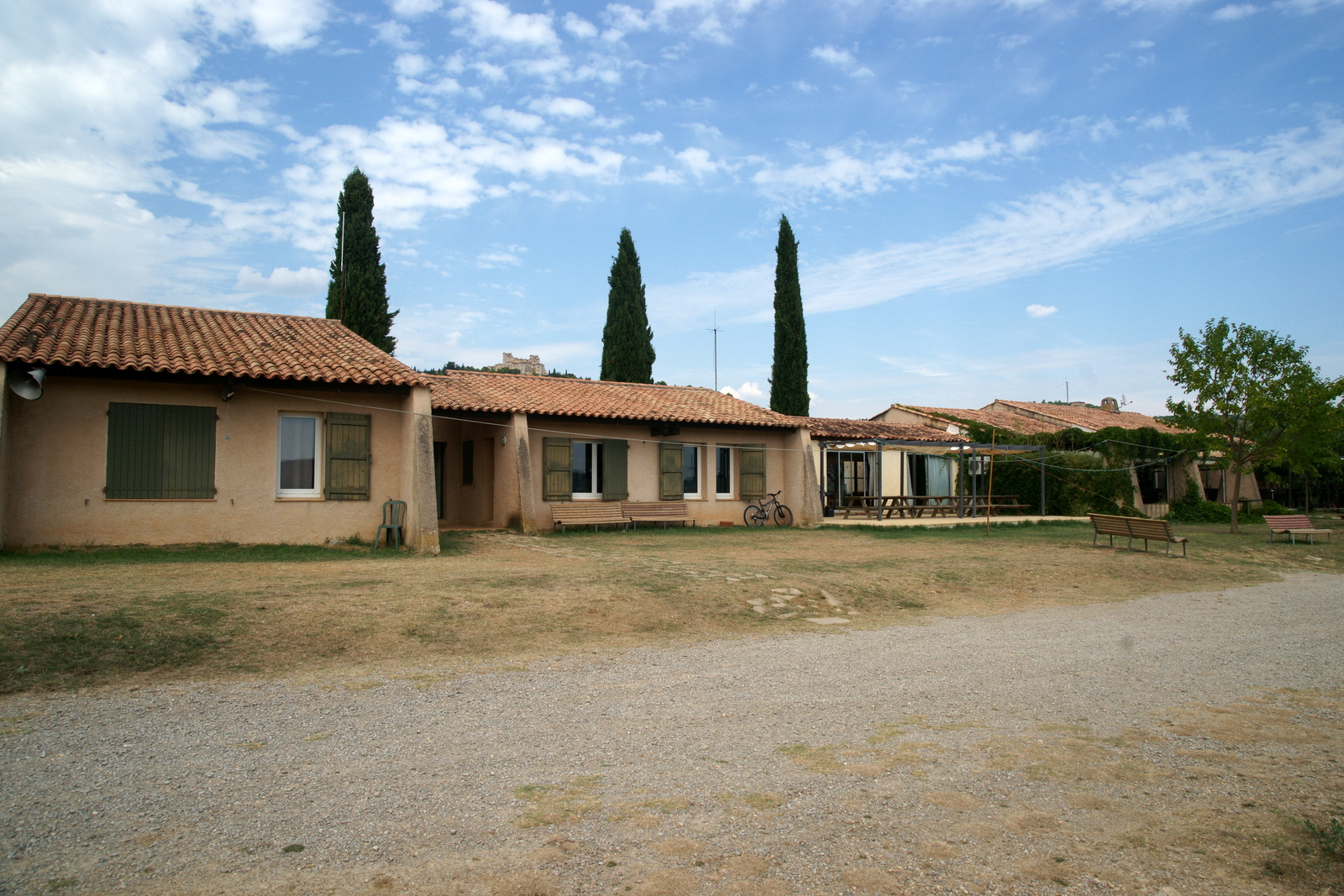
Aérodrome de Fayence-Tourrettes, sud.

- 1er centre européen de vol à voile : l'aérodrome de Fayence - Tourrettes a fêté en 2015 ses 80 ans d'existence[31].
- Randonnées pédestres et VTT.
- Loisirs nautiques au lac de Saint-Cassien à Montauroux.
- Pêche au lac du Banégon.
- Équitation dans l'un des nombreux centres équestres du territoire.
- Relaxation et remise en forme au spa du domaine de Fayence.
- Golf avec les deux parcours 18 trous du domaine de Terre Blanche à Tourrettes.

Le 14 mars 2014, la commune était « ville arrivée » de la sixième étape du Paris-Nice cycliste.
- Toute l'année, de nombreuses courses cyclistes passent par Fayence.
- Rallyes automobiles dont le Rallye National du pays de Fayence.
- L'espace du Grand Jardin au bas du village, avec piscine et courts de tennis.

## Économie

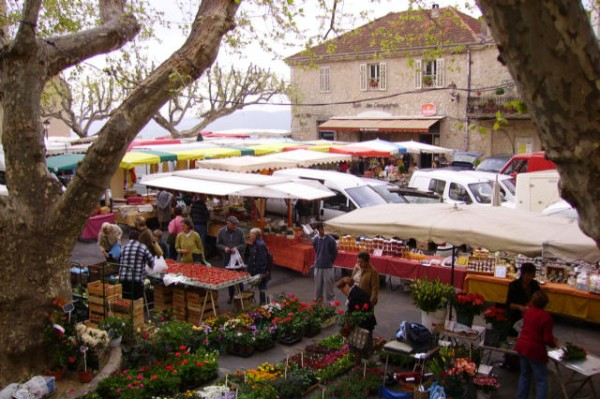
Place du Marché, en 2015.

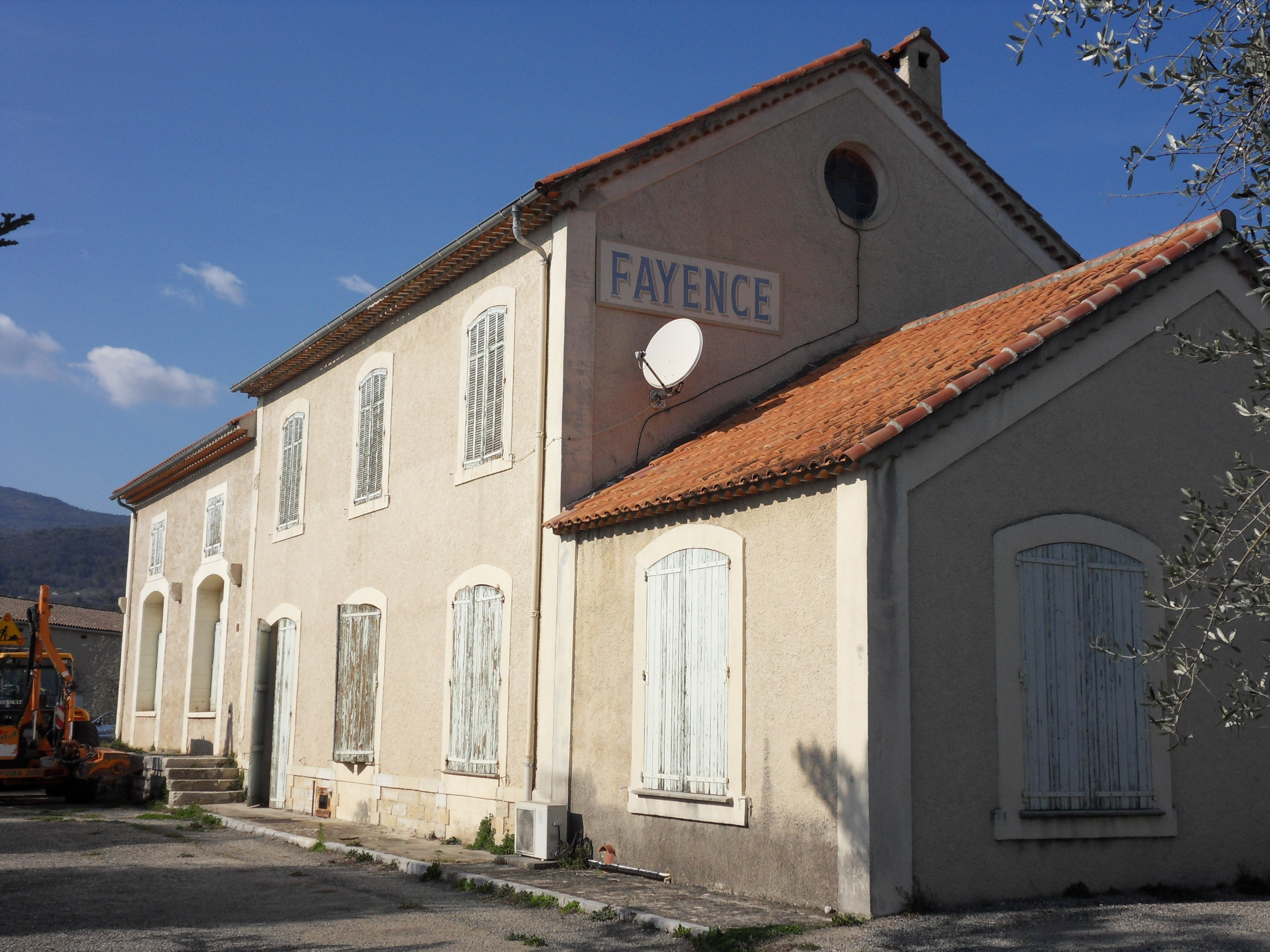
Ancienne gare de Fayence.

### Agriculture
- Culture traditionnelle pour une exploitation d'oliviers, plusieurs viticulteurs font leurs vins[33],

### Commerces et artisanat
- Nombreux restaurants, cuisine familiale provençale, ou cuisine gastronomique.
- Commerces de souvenirs et décoration, tissus provençaux.
- Boulangeries pâtisseries, confiserie, supérette.
- Fleuristes, tabac, coiffeurs, esthétique, Vêtements, chapelier, cordonnier, chaussures…

### Industrie
Le pays de Fayence a fait l'objet de recherches universitaires en géographie et aménagement d'abord par 
Yves Lacoste qui a fait un diagnostic territorial en 1976 puis par Louis Boisgibault de 2013 à 2016, sur son 
approvisionnement énergétique,

### Tourisme
Village perché à flanc de colline, entre lacs et montagne, entouré de paysages provençaux pittoresques et d'une nature luxuriante, Fayence connaît un fort succès auprès des touristes français et étrangers, notamment du Nord de l'Europe.
Son climat mi-continental mi-méridional, le charme de ses ruelles anciennes, ses fontaines et lavoirs, ses restaurants et terrasses de cafés accueillants aux saveurs provençales séduiront les visiteurs de ce village où le passé a laissé quelques vestiges.
Fayence est aussi réputée pour son aérodrome et son centre de vol à voile (1er centre européen) où s'organisent cours et compétitions (Open international de planeur).
Fayence est classée Commune touristique depuis 2012.

## Culture locale et patrimoine

### Lieux et monuments

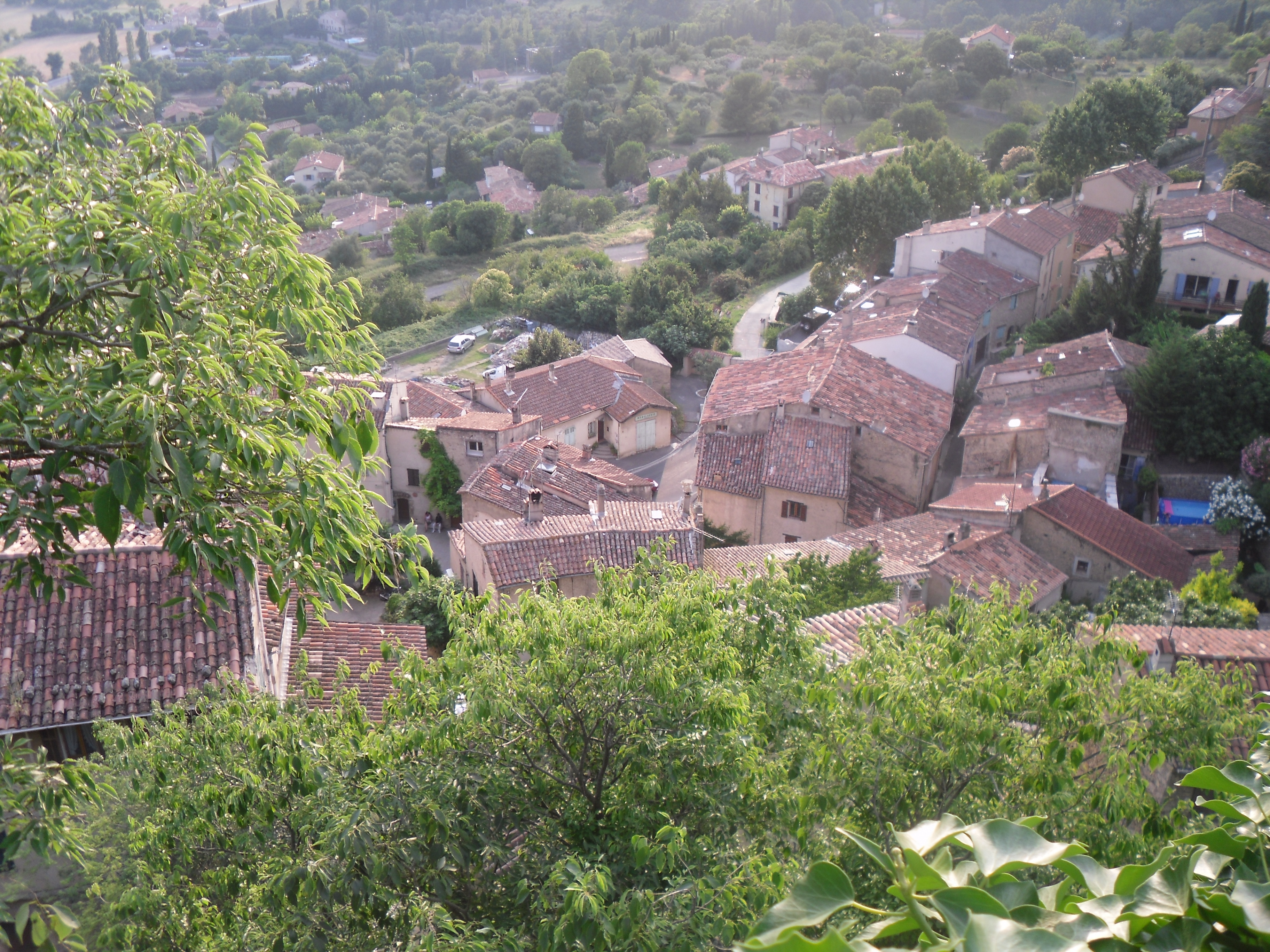
Vue sur le village.
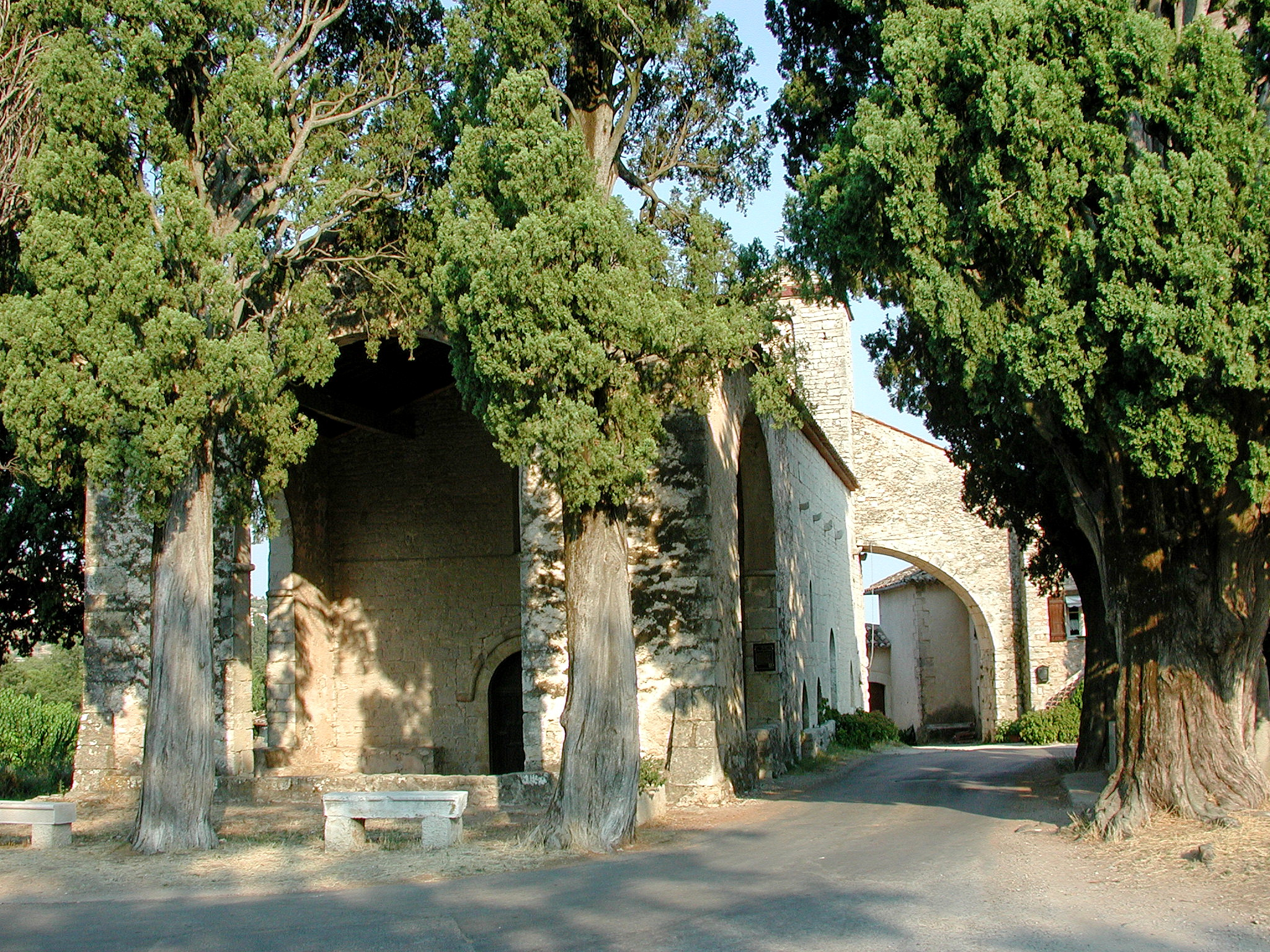
Chapelle Notre-Dame-des-Cyprès.

- Château du XIIe : vestiges historiques[36].
- Chapelle XVe[37] : chapelle Notre-Dame-des-Cyprès[38] et ses cloches de 1752[39],[40].
- Église XVIIIe[41] : église Saint-Jean-Baptiste[42]. Elle comporte un ensemble de 32 verrières réalisées par le peintre verrier toulousain Henri Guérin en 1971.
- Porte sarrazine[43],[44].
- Tour de l'Horloge avec un point de vue et table d'orientation surplombant tout le département du Var[45].
- Fontaines[46],[47] et lavoir[48].
- Monument aux morts. Conflits commémorés 1914-1918 et 1939-1945[49],[50].
- Visites commentées du vieux village tous les jeudis : organisées par l'office de tourisme.

#### Musées
- Les deux fours à pain du village : four du Mitan[51] avec mise en scène et le four Saint-Clair.
- L'Écomusée[52] agricole avec ses moulins des XIIe au XVIIe siècle.

### Personnalités liées à la commune
- Alexandre Gardiol (1723-1805), ecclésiastique et homme politique né à Fayence, député du clergé aux États généraux de 1789.
- Henri Dulac (né et mort à Fayence, 1870-1955), mathématicien, membre de l'Académie des sciences.
- Michel Auclair, acteur français décédé à Fayence en 1988.
- Pierre Vidal-Naquet, historien français a vécu à Fayence.
- Marcel Bouqueton (1921-2006), peintre abstrait né en Algérie, vivant à Paris et à Fayence où il est décédé.
- Iris Barry (1896-1969), fondatrice en 1935 de la première cinémathèque mondiale au sein du Museum of Modern Art de New York, cofondatrice en 1936 avec Henri Langlois de la cinémathèque française, jurée du premier grand prix du Festival de Cannes en 1946. Elle séjourna à Fayence[53] où elle est inhumée dans l'ancien cimetière. Son nom a été donné à la salle de spectacle de l'espace culturel le 16 octobre 2009[53].
- Marguerite Yourcenar, lors de son séjour en Europe après la publication des Mémoires d'Hadrien, séjourne à Fayence pendant l'hiver 1954-1955 dans une maison prêtée par son ami A. Everett Austin[54]. Elle y reçoit à son tour des amis, comme Natalie Clifford Barney. C'est là qu'elle rédige la première version de son essai sur Thomas Mann destiné à paraître dans l'Hommage de la France à Thomas Mann, essai qu'elle complétera par la suite et qui sera publié sous le titre Humanisme et hermétisme chez Thomas Mann[55]. Elle gardera de Fayence un vif souvenir et l'évoquera souvent dans sa correspondance[56]. Fayence enfin est une étape du long cheminement intérieur qui conduira à la naissance du personnage de Zénon et à la publication en 1968 de L'Œuvre au noir: « Durant l'hiver 1954-1955, à Fayence, veillé souvent en compagnie de Zénon au bord de la grande cheminée de la cuisine de cette maison du début du XVIe, où le feu semblait jaillir librement entre les deux pilastres de pierre avançant dans la pièce[57] ».
- Chanee, né en 1979, primatologue et défenseur de la faune sauvage.
- Violaine Vanoyeke, femme de lettres, habite depuis 2011 la propriété « La Pharaonne ». Marraine du Salon du livre de Fayence en 2009, elle a consacré de nombreuses émissions à l'histoire de la commune qu'elle a choisi comme toile de fond de plusieurs de ses chapitres et y a rédigé Taousert ; Les histoires amoureuses de l'Égypte ancienne.
- Pascal Simonet né en 1957 à Nevers, artiste plasticien, professeur de sculpture à l'École supérieure d'art et de design de Toulon, vit à Fayence depuis 1995.

### Héraldique

De sable à saint Jean-Baptiste brochant sur un agneau et tenant de sa senestre une bannerette, le tout d'argent.
Autre blasonnement reconnu : De sable, à un saint Jean-Baptiste d'argent.